# Новь (деревня)
Новь — деревня в Щучанском районе Курганской области. Входит в состав Медведского сельсовета.

## География
Расположена в 1 км к северо-западу от железнодорожной станции Чистое на линии Курган — Чурилово Южно-Уральской железной дороги.

## Население
| 1989 | 2002 | 2010 |
| ---- | ---- | ---- |
| 29   | ↗33  | ↘18  |

Национальный состав
Согласно результатам Всероссийской переписи населения 2002 года, в национальной структуре населения русские составляли 81 %.